# Neubojno orožje
Neubojno orožje je orožje, ki ne povzroči smrti nasprotnika. Takšna orožja uporablja večinoma policija.
Po nekaterih trditvah bi bilo pravo poimenovanje teh orožij manj ubojna orožja, saj se uporaba nekaterih orožij iz te kategorije v redkih primerih konča tragično (zgodilo se je že, da so gumijasti naboji in električni paralizatorji, ki jih uvrščamo v to kategorijo, povzročili težke poškodbe ali celo smrt).
Poznamo več vrst neubojnega orožja. Najbolj znani so plastični oziroma gumijasti izstrelki, ki jih uporablja policija. Obstaja tudi puška, ki strelja nekakšno peno, ki se strdi; s tem lahko ustavijo bežečega človeka. Poznamo tudi razne samonapihljive prepreke, ki bežečemu otežujejo beg. Vsem tem »orožjem« je skupno eno: da ne ubijajo.